# Clinocera barbatula
Clinocera barbatula är en tvåvingeart som beskrevs av Josef Mik 1880. Clinocera barbatula ingår i släktet Clinocera och familjen dansflugor. Inga underarter finns listade i Catalogue of Life.